# Georges Vuilleumier
Georges Vuilleumier (21. září 1944, Tramelan – 29. července 1988) byl švýcarský fotbalista, útočník a obránce.

## Fotbalová kariéra
Ve švýcarské lize hrál za FC La Chaux-de-Fonds a Lausanne Sports, nastoupil ve 335 ligových utkáních a dal 98 gólů. S FC La Chaux-de-Fonds získal v roce 1964 mistrovský titul. V Poháru mistrů evropských zemí nastoupil ve 3 utkáních, v Poháru vítězů pohárů nastoupil ve 2 utkáních, v Poháru UEFA nastoupil v 1 utkání a ve Veletržním poháru nastoupil v 5 utkáních. Za švýcarskou reprezentaci nastoupil v letech 1964–1973 v 19 utkáních a dal 2 góly. Byl členem švýcarské reprezentace na Mistrovství světa ve fotbale 1966, ale v utkání nenastoupil.

## Ligová bilance
| Ročník                      | Zápasy | Góly | Klub                 |
| --------------------------- | ------ | ---- | -------------------- |
| 1. švýcarská liga 1962/1963 | 15     | 7    | FC La Chaux-de-Fonds |
| 1. švýcarská liga 1963/1964 | 18     | 8    | FC La Chaux-de-Fonds |
| 1. švýcarská liga 1964/1965 | 24     | 8    | FC La Chaux-de-Fonds |
| 1. švýcarská liga 1965/1966 | 11     | 2    | FC La Chaux-de-Fonds |
| 1. švýcarská liga 1965/1966 | 15     | 2    | Lausanne Sports      |
| 1. švýcarská liga 1966/1967 | 11     | 5    | Lausanne Sports      |
| 1. švýcarská liga 1967/1968 | 23     | 11   | Lausanne Sports      |
| 1. švýcarská liga 1968/1969 | 26     | 16   | Lausanne Sports      |
| 1. švýcarská liga 1969/1970 | 25     | 13   | Lausanne Sports      |
| 1. švýcarská liga 1970/1971 | 22     | 8    | Lausanne Sports      |
| 1. švýcarská liga 1971/1972 | 22     | 1    | Lausanne Sports      |
| 1. švýcarská liga 1972/1973 | 25     | 2    | Lausanne Sports      |
| 1. švýcarská liga 1973/1974 | 22     | 3    | Lausanne Sports      |
| 1. švýcarská liga 1974/1975 | 26     | 6    | Lausanne Sports      |
| 1. švýcarská liga 1975/1976 | 25     | 5    | Lausanne Sports      |
| 1. švýcarská liga 1976/1977 | 14     | 1    | Lausanne Sports      |
| 2. švýcarská liga 1977/1978 | -      | -    | FC Fribourg          |
| 2. švýcarská liga 1978/1979 | -      | -    | FC La Chaux-de-Fonds |
| CELKEM 1. švýcarská liga    | 335    | 98   |                      |